# بولي إيثيلين تيرفثالات
بولي إيثيلين تريفثاليت (بالإنجليزية: Polyethylene terephthalate)‏ وتختصر إلى PET أو PETE وهو مبلمر ملدن حراريا من عائلة مبلمرات عديد الإستر ويستخدم لتصنيع أحد أنواع ألياف النسيج الاصطناعية، وقناني تغليف الماء والأطعمة والسوائل الأخرى، وفي تطبيقات تشكيل اللدائن بالحرارة، ومادة رابطة للألياف الزجاجية في المواد الهندسية.
وبحسب تاريخ المادة الحرارية والتصنيعي، يمكن أن يوجد "PET" كمادة غير بلورية (شفافة) وشبه متبلورة. قد تظهر المادة شبه المتبلورة شفافة (حجم الجزيء أصغر من 500 نانومتر) أو معتم وأبيض (حجم الجزيء يصل إلى عدة ميكرونات) وذلك اعتمادا على البنية البلورية وحجم الجزيء. ويمكن تصنيع المونومر (bis-ß-hydroxyterephthalate) بتفاعل الأسترة بين حمض التيرافيثاليك وغليكول الإيثيلين بوجود الماء كمنتج ثانوي، أو بتفاعل الأسترة بين غليكول الإيثيلين وثنائي ميثيل التيرفثالات مع الميثانول كمنتج ثانوي. الكوثرة بتفاعل تكثيف متعدد للجزيئات (polycondensation) للمونومرات (تحدث مباشرة بعد الأسترة/transesterification) مع غليكول الإيثيلين كمنتج ثانوي (يعاد استخدام الإثيلين غليكول مباشرة في الإنتاج).
معظم الإنتاج العالمي من ب.إ.ت يستخدم في تصنيع ألياف النسيج الاصطناعية (يتجاوز 60%) ويستخدم 30% من الإنتاج العالمي في تصنيع القناني. وعندما يكون الحديث عن التطبيقات النسيجية، يسمى "PET" عموما بالبولي إستر، في حين تسمى المادة المستخدمة في تصنيع التغليف "PET".
ومن بعض التسميات التجارية له ألياف الدَّكْرون، والديلون، والتريلين، والتريفيرا.
وهي مادة حلت محل القطن والصوف في إنتاج الملابس، ومن مميزاتها أنها لا تنكمش وتجف بسرعة وتقاوم التمزق.

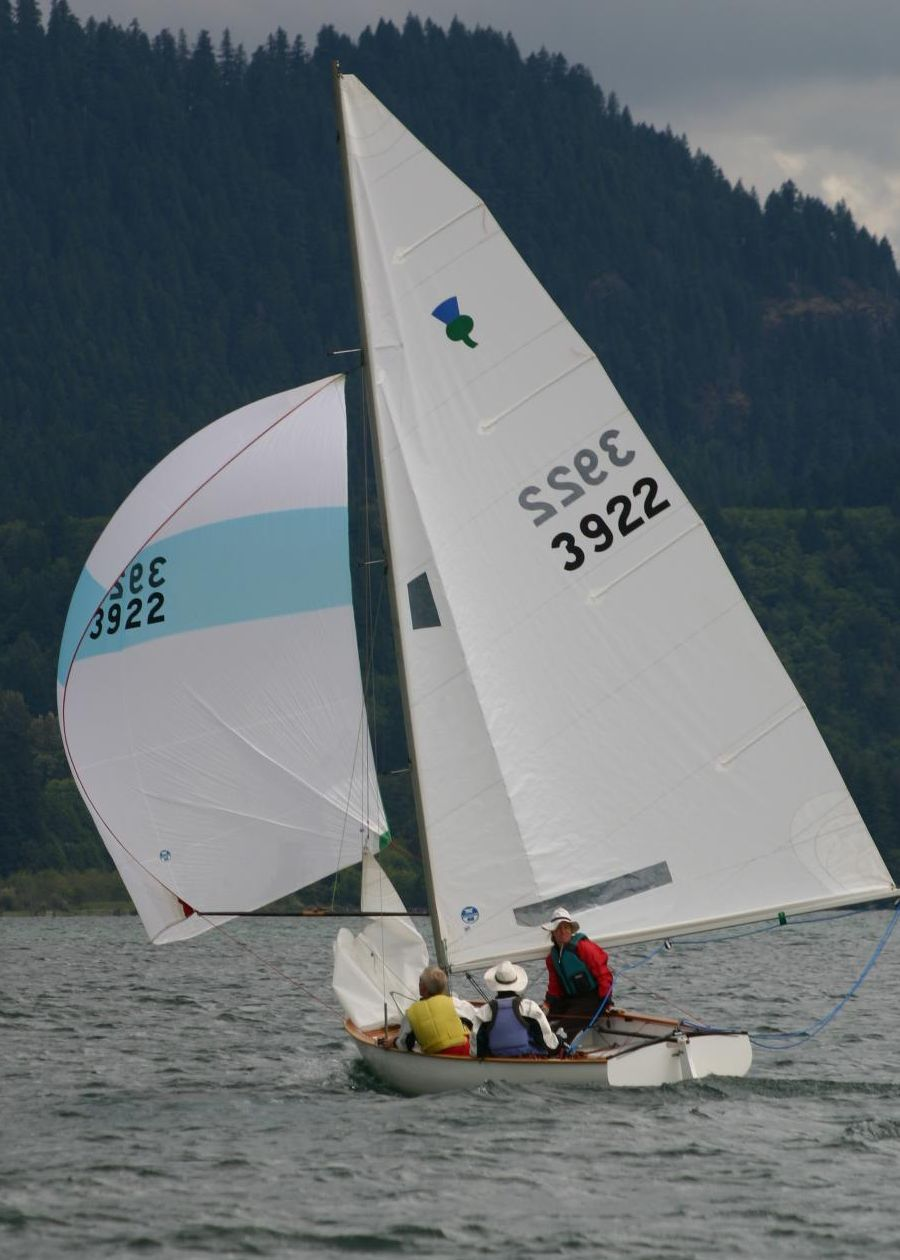
أشرعة مصنوعة من التريلين

## إعادة التدوير

لبولي إيثيلين تيرفثالات (PETE) رمز إعادة التدوير1

وهي مادة قابلة لإعادة التدوير حيث تجمع قناني الماء والزيوت النباتية ويتم تكسيرها إلى شرائح صغيرة وتغسل ثم تشحن إلى مصانع غزل البوليستر لتحويلها إلى الخيوط الصناعية.